# St. Joseph (Styrum)

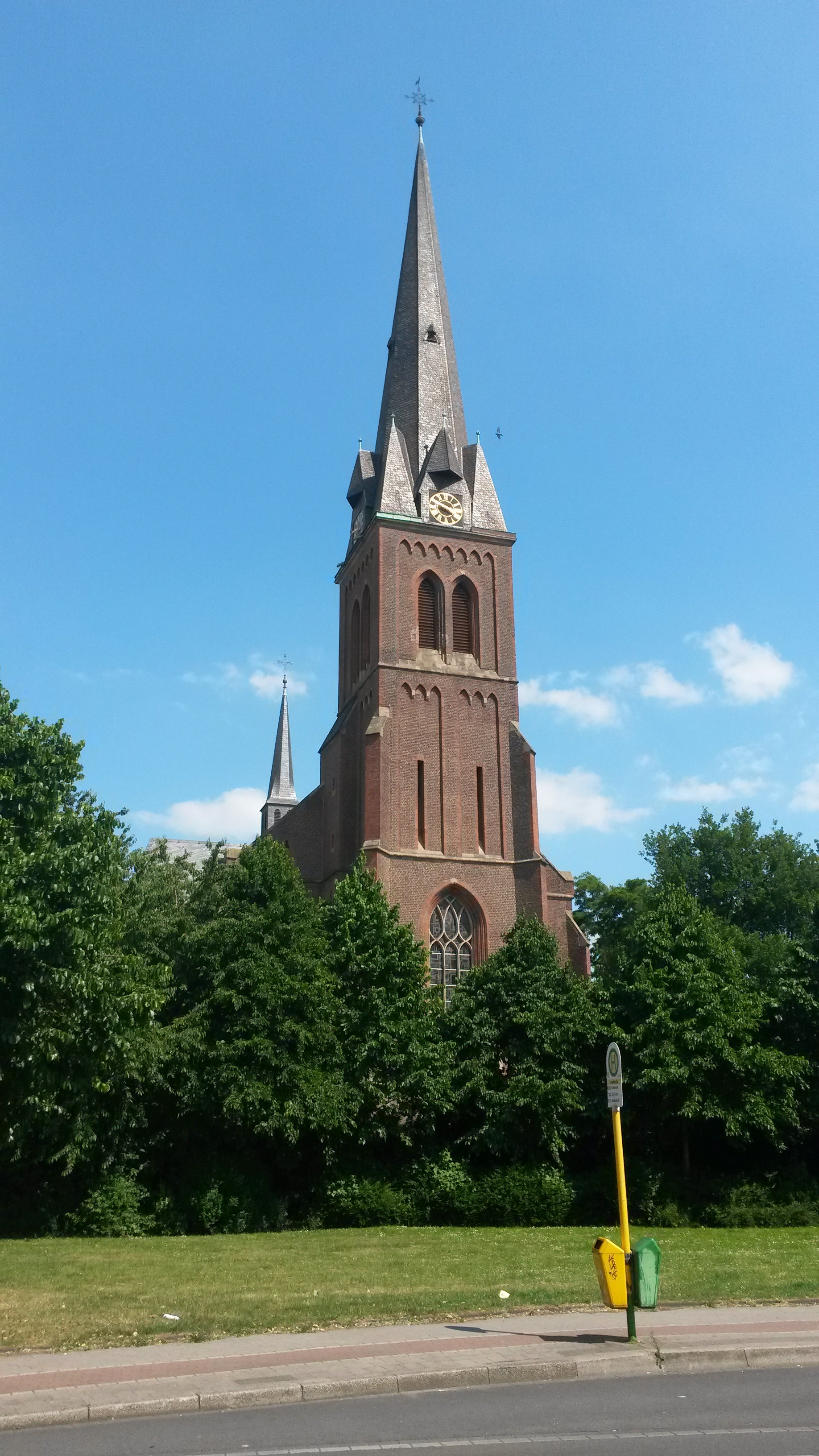
Westansicht

Die Kirche St. Joseph ist ein denkmalgeschütztes, katholisches Gotteshaus in Unterstyrum, einem Stadtteil der Ruhrgebietsstadt Oberhausen. Sie ist die Mutterkirche zahlreicher Pfarreien im Süden Oberhausens und Norden Mülheims und älteste noch bestehende katholische Kirche der Stadt. 
Ab dem 1. Januar 2020 wird St. Joseph durch das Apostolat der Priesterbruderschaft St. Petrus im Ruhrgebiet für ihre Gemeinde Oberhausen genutzt. Zugleich wird sie auch von der Gemeinde Herz Jesu-St. Joseph innerhalb der Pfarrei Herz Jesu für Gottesdienste genutzt, in deren Besitz das Gebäude ist.

## Lage
Die Josephskirche befindet sich im Zentrum Styrums auf dem Martin-Heix-Platz. Das Pfarrheim und das Jugendheim Thomas Morus befinden sich nah bei der Kirche auf dem nördlich gelegenen Kaplan-Küppers-Weg. Direkt benachbart sind außerdem die nach der Kirche benannte Josefstraße, die Helios St. Elisabeth Klinik, der Friedhof St. Joseph, auf dem sich eine Kapelle befindet, und die katholische Grundschule Luisenschule. Weiterhin befindet sich in unmittelbarer Nähe der St. Joseph-Kindergarten und das Vincenzhaus-Seniorenheim.

## Geschichte
Unterstyrum, der Teil Styrums, der später nach Oberhausen eingemeindet wurde, war ursprünglich Teil der bergischen Herrschaft Broich bildete. Bei der Reformation übernahm Broich den evangelischen Glauben. Die einzige Kirche in der näheren Umgebung war daher fortan die Schlosskapelle St. Marien bei Schloss Styrum, das zur reichsfreien Herrschaft Styrum, einer Enklave in der Herrschaft Broich, zählte.
1763 wurde die Pfarrei St. Marien in Mülheim wieder errichtet, zu der fortan auch die Unterstyrumer Katholiken gehörten. Um den Weg zur Kirche für die Menschen im heutigen Süden Oberhausens etwas zu verkürzen, wurde 1862 eine Notkirche in Unterstyrum errichtet, die dem heiligen Josef von Nazaret geweiht wurde. Zwischen 1871 und 1874 wurde die kleine Notkirche nach Plänen des Architekten Friedrich von Schmidt durch eine dreischiffige neugotischen Hallenkirche mit Querhaus ersetzt. Der Kirchturm von St. Joseph misst 73 Meter.
1889 erhob der Erzbischof von Köln das Rektorat St. Joseph Styrum schließlich zur selbstständigen Pfarrei. Neben Unter- und Oberstyrum gehörten auch ganz Alstaden sowie die neue Bürgermeisterei Oberhausen und Dümpten zum Gebiet der Pfarrei. 
Es folgten viele Abpfarrungen: 
- 1892 Herz Jesu in Oberhausen
  - selbst Mutterkirche von St. Johannes Evangelist in Oberhausen (1906) und St. Peter in Alstaden (1920)
- 1899 St. Mariae Rosenkranz in Oberstyrum
- 1902 St. Barbara in Oberdümpten
- 1903 St. Antonius in Alstaden
  - selbst Mutterkirche von St. Hildegard in Alstaden (1970)
- 1922 Klosterkirche Zu Unserer Lieben Frau (Osten von Styrum, Unterdümpten)
- 1955 St. Albertus Magnus in Oberstyrum

Von 1929 bis 1945 war Heinrich Küppers als Kaplan an St. Joseph insbesondere in der Jugendseelsorge tätig. Während der Zeit des Nationalsozialismus war er ein großer Kritiker des Regimes und wurde mehrmals verhaftet. 1944 wurde er ins KZ Dachau eingewiesen, das er überlebte. 1956 wurde die Leostraße nördlich der Kirche ihm zu Ehren in Kaplan-Küppers-Weg umbenannt.
Im Zweiten Weltkrieg erlitt die Kirche Beschädigungen, sie wurde aber nicht zerstört. Auch der Innenraum blieb intakt. 1958 wurde St. Joseph wie das gesamte Dekanat Alt-Oberhausen Teil des neugegründeten Ruhrbistums Essen.
Am 22. April 2007 wurde St. Joseph im Zuge der Neustrukturierung des Bistums Essen mit ihren Tochterpfarreien St. Antonius Alstaden und Herz Jesu Oberhausen sowie der Tochterpfarrei von Herz Jesu, St. Peter Alstaden, zur Großpfarrei Herz Jesu Oberhausen zusammengelegt. Von 2007 bis 2019 bildete die ehemalige Pfarrei den Pfarrbezirk St. Joseph („Gemeinde“ genannt), teilte sich allerdings bereits seit 2017 einen Pastor mit der Nachbargemeinde Herz Jesu. Seit 2019 bilden beide Gemeinden einen gemeinsamen Gemeinderat. Ab dem 1. Januar 2020 wird das Nutzungsrecht der Kirche dem Apostolat der Petrusbruderschaft im Ruhrgebiet übertragen, die dort ihre neue Gemeinde Oberhausen gründet. Die Gemeinde Herz Jesu/St. Joseph nutzt die Josephskirche allerdings an Werktagen weiterhin für Gottesdienste und Amtshandlungen.

## Glocken
Das Geläut wurde 2014 nach langer Vorbereitungszeit ersetzt:
Vom alten 1947 gegossenen, vierstimmigen Geläut blieb lediglich die Gussstahlglocke St. Joseph (genannt: Dicker Jupp) zurück, die mit 4600 kg die schwerste und mit dem Schlagton as0 -1 die tiefste Glocke der Stadt Oberhausen ist.
Zwei weitere Glocken, Herz Jesu (Schlagton: c1) und Elisabeth (Schlagton: f1) wurden neu gegossen. Die Herz-Jesu-Glocke trägt ihren Namen nach der Tochterpfarrei von St. Joseph und jetzigen Pfarrkirche, Herz Jesu in Oberhausen, die Elisabethglocke heißt nach dem benachbarten katholischen St.-Elisabeth-Hospital.
Neben diesen drei Glocken erwarb die Gemeinde zwei Glocken, Peter und Paul (Schlagton: dis1) und Maria (Schlagton: f1) aus einer profanierten Kirche in Gladbeck.

## Liste der Priester
Hier werden alle Pfarrer und Rektoren der Josephskirche aufgelistet.
| Wirkungszeit      | Titel                                                 | Name                    | Bemerkungen |
| ----------------- | ----------------------------------------------------- | ----------------------- | --- |
| 1864–1866         | Rektor                                                | Pomp                    | Der Vorname von Rektor Pomp ist unbekannt. |
| 1866–1888         | Rektor                                                | August Savels           | |
| 1888–1890         | bis 1889 Rektor, seitdem Pfarrer                      | Michael Martin Heyden   | |
| 1890–1906         | Pfarrer                                               | Wilhelm Bausch          | zu seiner Zeit Abpfarrung von Herz Jesu, St. Mariae Rosenkranz, St. Barbara und St. Antonius |
| 1906–1910         | Pfarrer                                               | Joseph Zimmermann       | |
| 1910–1922         | Pfarrer                                               | Jakob Brock             | zu seiner Zeit Abpfarrung von Zu Unserer Lieben Frau |
| 1922–1924         | Pfarrer                                               | Joseph Giesberts        | |
| 1924–1953         | Pfarrer                                               | Joseph Schmitz          | |
| 1953–1973         | Pfarrer                                               | Joseph Dieckmann        | zu seiner Zeit Abpfarrung von St. Albertus Magnus |
| 1973–1979         | Pfarrer                                               | Johannes Küppers        | |
| 1979–1986         | Pfarrer                                               | Gregor Rehne            | |
| 1986–1995         | Pfarrer                                               | Franz Vorrath           | Pfarrer Vorrath wurde 1986 Dechant von Oberhausen-Mitte, 1987 Stadtdechant von Oberhausen und 1989 nichtresidierender Domkapitular. 1995 wurde er zum Weihbischof ernannt. Seit altersbedingter Niederlegung dieses Amtes 2014 lebt und wirkte er als Bischof außer Dienst wieder in St. Joseph Styrum. |
| 1995–2005         | Pfarrer                                               | Klaus Sauer             | |
| 2006–2017         | bis 22. April 2007 Pfarradministrator, seitdem Pastor | Holger Schmitz          | zu seiner Zeit Zusammenlegung mit Herz Jesu, St. Antonius und St. Peter |
| seit 2017         | Pastor                                                | Vinzent Graw            | Pastor Graw ist Pfarrer der Pfarrei Herz Jesu und Pastor des Pfarrbezirks Herz Jesu/St. Joseph und damit für die reguläre katholische Gemeinde an St. Joseph zuständig. |
| ab 1. Januar 2020 | Rektor                                                | P. Martin Michael Klein | Pater Klein ist ein Priester der Petrusbruderschaft und innerhalb des Apostolats im Ruhrgebiet für die Gemeinde der Petrusbruderschaft an St. Joseph zuständig. |